# (2338) Бохан
(2338) Бохан (лат. Bokhan) — типичный астероид главного пояса, открыт 22 августа 1977 года советским астрономом Николаем Черных в Крымской астрофизической обсерватории и 1 июня 1981 года назван в честь советского астронома Надежды Бохан.

## Обнаружение и именование
(2338) Бохан
Открыт 22 августа 1977 года в Крымской астрофизической обсерватории Н. С. Черных.
Назван в честь сотрудницы Института теоретической астрономии в Ленинграде в 1944—1957 и 1965—1974 годах Надежды Антоновны Бохан, известной своим ценным вкладом в изучение малых планет и исследованием движения периодической кометы Энке.
Оригинальный текст (англ.)2338 Bokhan
Discovered 1977 Aug. 22 by N. S. Chernykh at the Crimean Astrophysical Observatory.
Named in honor of Nadezhda Antonovna Bokhan, a staff member of the Institute for Theoretical Astronomy in Leningrad during 1944—1957 and 1965—1974, known for her valuable contributions to the study of minor planets and for her investigation on the motion of periodic comet Encke.
Источник: M.P.C. 6060.

## Орбита

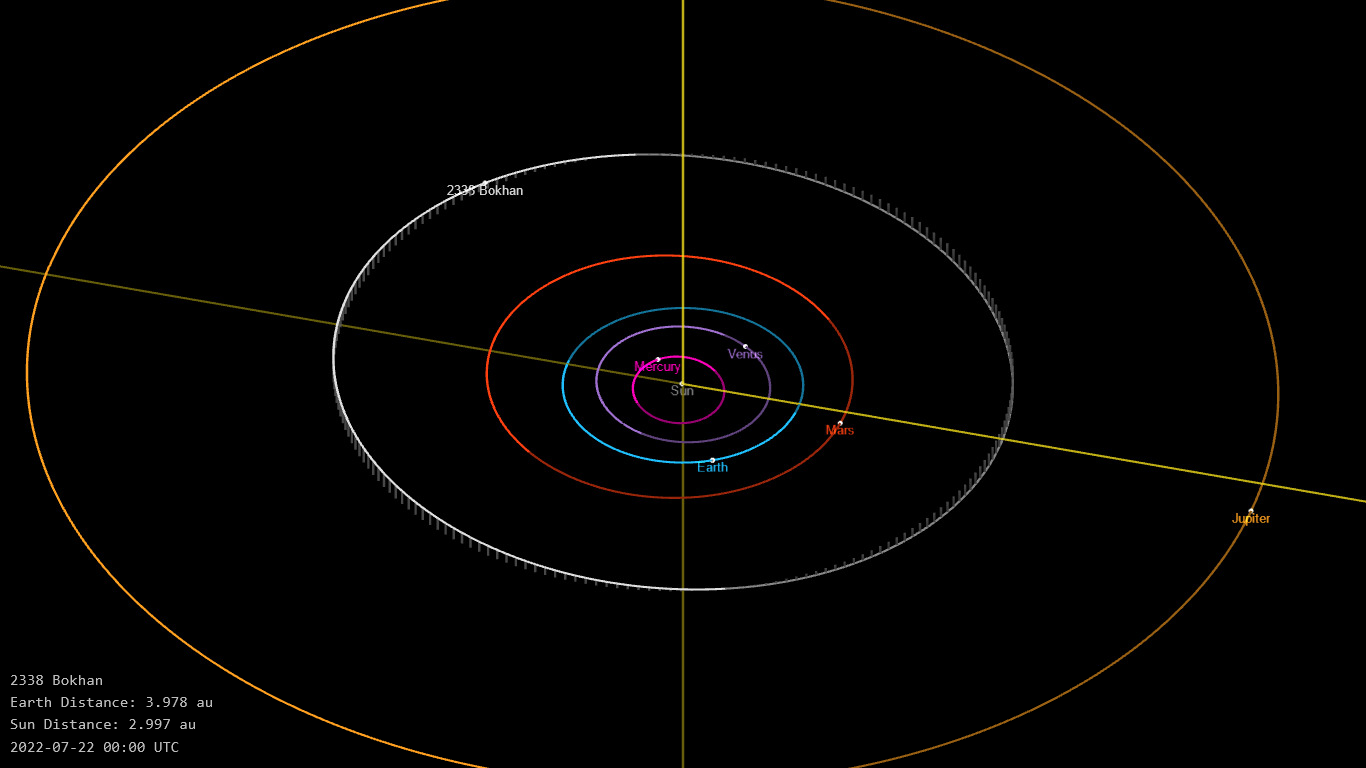
Орбита астероида Бохан и его положение в Солнечной системе

## Физические характеристики
Из наблюдений системы телескопов панорамного обзора и быстрого реагирования Pan-STARRS и наблюдений системы Asteroid Terrestrial-impact Last Alert System следует, что астероид относится к таксономическому классу S.
По результатам наблюдений в видимом и ближнем инфракрасном диапазоне космического телескопа NEOWISE диаметр астероида сначала оценивался равным 11,981±0,107 км, позже — 12,80±0,23 км, 11,466±0,123 км. Согласно тем же источникам альбедо оценивается как 0,2150±0,0185, 0,205±0,027, 0,234±0,015.